# Nemesis (Hvězdná brána)
Nemesis je 22. epizoda 3. řady sci-fi seriálu Hvězdná brána.

## Děj
Thorova loď je infikována replikátory a míří na Zemi. Thor přenese na loď plukovníka Jacka O'Neilla a řekne mu, že replikátoři chtějí napadnou Zemi. Thor je nemocný a bojí se zapnout léčebné lůžko, protože by mohlo být napadnuté replikátory. O'Neill pošle na Zemi zprávu, že chce hodně výbušniny, aby mohl zničit loď. S trhavinou přenese i Teal'ca a majora Carterovou. Poté zjistí, že loď má vnitřní tlumící štíty a výbuch by lodi vůbec neuškodil. Výbušninu tedy umístí zvenku na motory regulující sestup na Zemi. Poté si přenesou Hvězdnou bránu ze Země. Generál Hammond dá odplombovat druhou bránu. Teal'c ručně zadá adresu. Při sestupu lodi do atmosféry vybouchnou bomby a SG-1 se s Thorem přenesou na planetu P3X-234. Výbuch ale jeden replikátor přežil.